# Georg Mendelssohn
Georg Mendelssohn (geboren als Georg von Mendelssohn; * 21. Mai 1886 in Dorpat; † 30. Mai 1955 in Baden-Baden) war ein deutscher Kunsthandwerker.

## Leben und Wirken

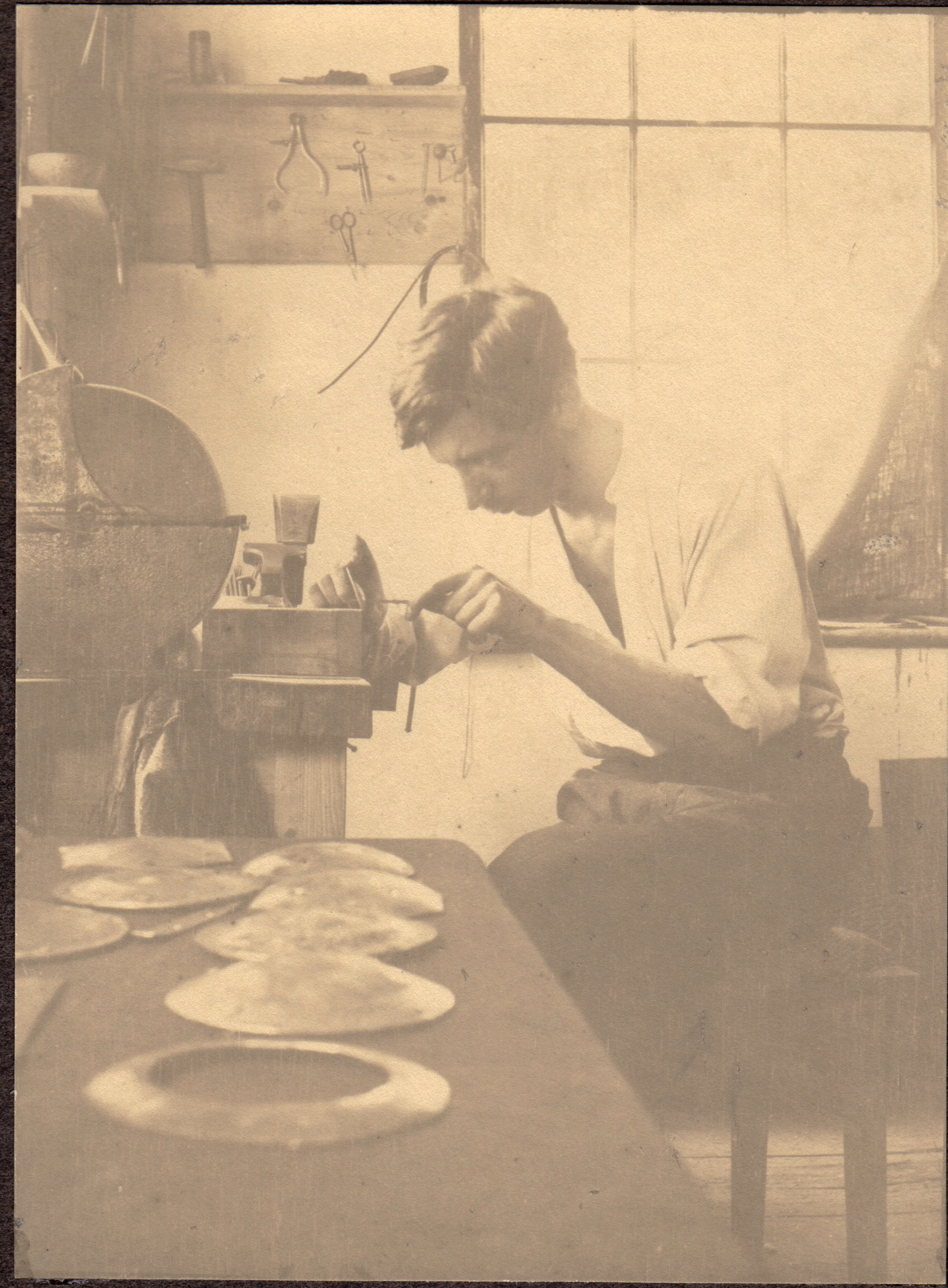
Georg Mendelssohn in seiner Hellerauer Werkstatt, vermutlich 1911–1913, Quelle: Monacensia, Literaturarchiv und Bibliothek München

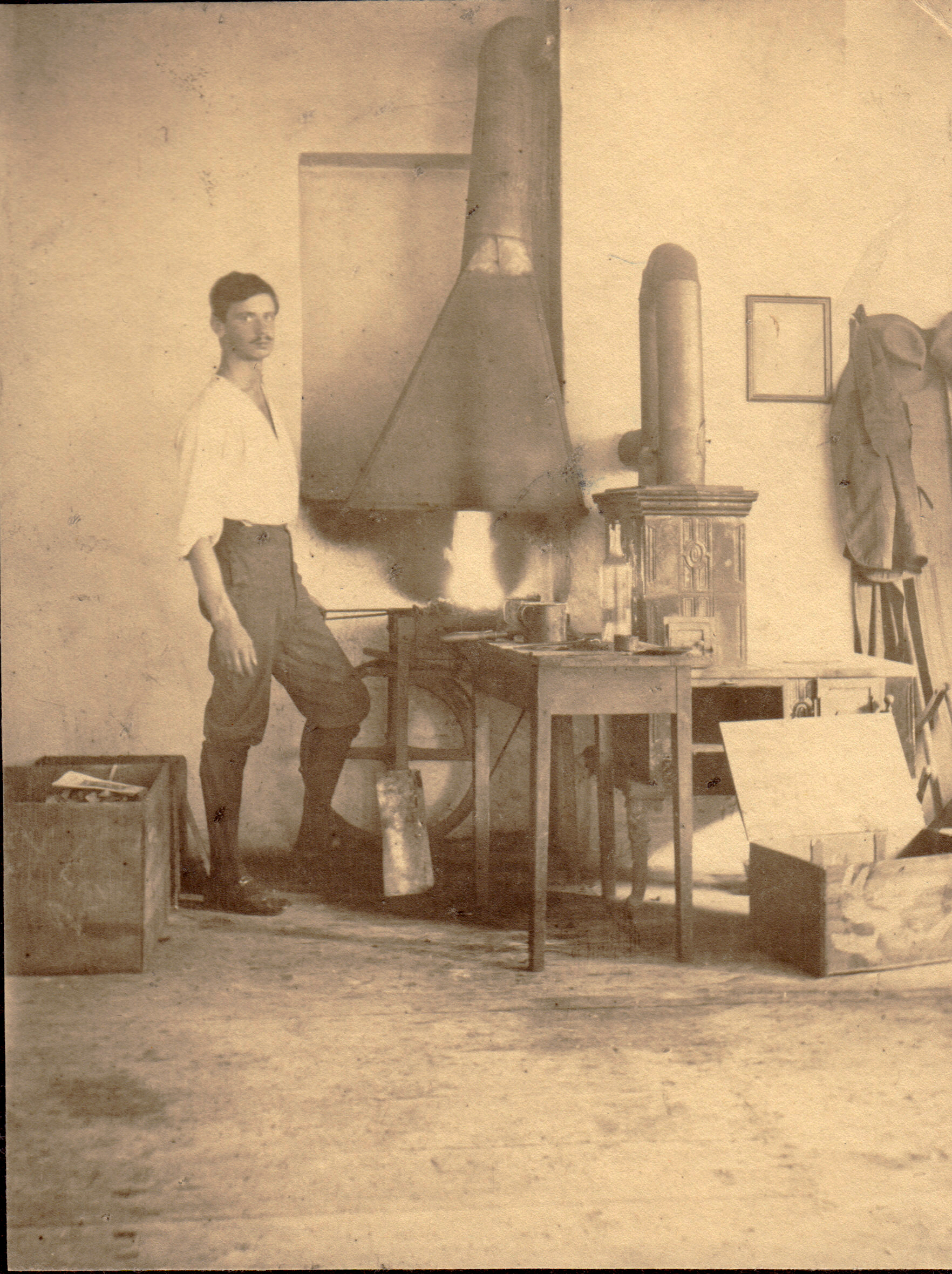
Georg Mendelssohn in seiner Hellerauer Werkstatt, vermutlich 1911–1913, Quelle: Monacensia, Literaturarchiv und Bibliothek München

Georg Mendelssohn wurde 1886 in Dorpat (heute Tartu, Estland) als zweitältester Sohn des Altphilologen und Professors Ludwig Mendelssohn (1852–1896) und der baltischen Gutsbesitzertochter Alexandrine von Cramer (1849–1922) geboren und wie sein Vater evangelisch-lutherisch getauft. Er gehört zur deutsch-jüdischen Kaufmanns-, Gelehrten- und Künstlerfamilie Mendelssohn aus Jever, die auf Moses Mendelssohn (nicht identisch mit dem Philosophen Moses Mendelssohn) zurückgeht. Seine Geschwister waren die Graphologin und Schriftstellerin Ania Teillard (1889–1978), der Schriftsteller Erich von Mendelssohn (1887–1913) und der Oberstudienrat Walter von Mendelssohn (1883–1955).
Nach dem Tod des Vaters 1896 zog die Mutter mit Georg und seinen drei Geschwistern nach Jena, wo er zur Schule ging und sein Abitur ablegte. Schon während des folgenden Geschichtsstudiums in Kiel und Jena begann er, autodidaktisch Ketten und Schmuckstücke zu fertigen. Der Jenaer Professor für klassische Archäologie und Kunstgeschichte, Botho Graef, zu dem bereits sein Onkel Erich von Mendelssohn einen engen Kontakt hatte, riet ihm zu einer professionellen Handwerkslehre, doch Georg Mendelssohn „wollte immer gleich erfinden und nicht die schlimmen Muster ausarbeiten, die sein Lehrmeister ihm aufgab.“
Als knapp Zwanzigjähriger ging er nach Italien und bildete mit dem Schriftsteller Theodor Däubler und dem späteren Verleger Jakob Hegner in Forte dei Marmi (Toskana) eine Künstlerkolonie. Während die Freunde Novellen und Gedichte schrieben, entwarf Georg Mendelssohn eine Systematik der Ornamentik, die verschollen ist, sowie Schmuckketten aus Eisendraht. 1907 verließ er Italien, um doch am Lehr- und Versuchs-Atelier für angewandte und freie Kunst von Wilhelm von Debschitz, der Debschitz-Schule, zu studieren. Dort lernte er die Mitstudentin Gerta Maria Meta Clason kennen und heiratete sie wenig später. Mit ihr bekam er insgesamt vier Kinder: den Erstgeborenen Peter (1908–1982), die Zwillinge Margot (1910–1982) und Thomas (1910–1945) sowie den Spätgeborenen Felix (1918–2008).
Unter dem Einfluss des Münchener Kunsthandwerkerkreises um Richard Riemerschmid verlegte sich Georg Mendelssohn auf Messingtreibarbeiten und wurde Mitglied des Deutschen Werkbunds. Die Teilnahme an der Ausstellung „München 1908“, einem Vorläufer der späteren Gewerbeschau, bescherte dem jungen Künstler einen ersten Erfolg. Zwei Jahre später gewann er, vierundzwanzigjährig, einen Grand Prix auf der Brüsseler Weltausstellung.
Im Frühjahr 1910 siedelte Georg Mendelssohn – motiviert durch Wolf Dohrn – mit seiner Familie in die Künstlerkolonie Hellerau bei Dresden um. Als avantgardistischer Mikrokosmos zog Hellerau zahlreiche Künstler und Intellektuelle in seinen Bann. So verkehrten im Haus Mendelssohn am Pillnitz-Moritzburger Weg 3, wo die Familie ein vom Münchener Freund Richard Riemerschmid gebautes Doppelhaus mit Karl Schmidt bewohnte, u. a. Paul Adler, Else Lasker-Schüler, Franz Kafka, Rainer Maria Rilke, Franz Werfel sowie Oskar Kokoschka. Zu den engsten Freunden Georg Mendelssohns gehörten der Verleger Jakob Hegner sowie der Maler Conrad Felixmüller. Felixmüller erstellte von der Familie Mendelssohn 1919 ein Familienporträt, das später zerstört wurde und von dem nur noch eine Aquarellskizze der Tochter Margot erhalten ist. Franz Kafka charakterisierte Georg Mendelssohn in einem Brief aus dem Herbst 1921 wie folgt:

„Georg von Mendelssohn kenne ich flüchtig, er erinnert sich meiner gewiss nicht, ihn aber kann man nicht vergessen, ein riesiger langer nordländisch aussehender Mensch mit einem kleinen, entsetzlich energischen Vogelgesicht, man erschrickt vor seinem Wesen, seiner kurz abgehackten Rede, seiner scheinbar für jeden möglichen Fall ablehnenden Haltung, aber man muss nicht erschrecken, er meint es nicht böse, zumindest nicht im Durchschnitt seines Verhaltens und ist unbedingt zuverlässig. Er steht im Mittelpunkt des deutschen Kunstgewerbes, hat in Hellerau eine Kunstschmiede und gehört wohl in jeder Hinsicht zu den ‚Wissenden‘ des Kunstgewerbes.“

Von seiner Familie und Freunden wurde Mendelssohn „der Rabe“ genannt. In jungen Jahren wurde er am Hals operiert, und um die davon verbliebene große Narbe zu verbergen, trug er immer besonders hohe Krägen, die ihm in Verbindung mit seiner prägnanten Nase die Physiognomie eines Raben gaben. Georg Mendelssohn galt als sprunghaft und künstlerisch vielfältig begabt und erwarb sich den Ruf eines talentierten Metallkünstlers und Goldschmieds. So erstellten 1913 bereits vier Mitarbeiter in seiner Hellerauer Werkstatt aus seinen Entwürfen mehrere Exemplare. Trotz des zwischenzeitlichen Erfolgs wurde das Leben der Familie Mendelssohn maßgeblich aus dem Familienvermögen der Ehefrau finanziert.
Im Sinne der Zielsetzung des Deutschen Werkbunds suchte Georg Mendelssohn der reichen Ornamentik des verblassenden Jugendstils in seinen Metallarbeiten eine große Schlichtheit in der Formgebung, verbunden mit fast expressiven Ornamenten entgegenzusetzen. So setzte er für Schalen, Teller, Tabletts und Gürtelschließen als Materialien Bronze oder Messing ein, das er derb beschlug und sparsam verzierte. Dieser „Primitivstil“ erregte beim damaligen Publikum Aufsehen und die Arbeitsweise Georg Mendelssohns fand zahlreiche Nachahmer, u. a. bei Karl Wildhagen, der mit Schmiedeeisen arbeitete oder Albert Kahlenbrandt mit seinen derb gehämmerten Messingbroschen.
Sein Adelstitel war Georg Mendelssohn eher gleichgültig. Während er in seiner Münchener Zeit noch als Georg von Mendelssohn auftrat, ging er in Hellerau dazu über, seine Arbeiten und Korrespondenz nur noch ohne das „von“ zu signieren. 1914 meldete sich Mendelssohn freiwillig zum Kriegsdienst und kehrte erst nach Kriegsende nach Hellerau zurück. In einer „revolutionären Anwandlung“ legte er 1918 demonstrativ für sich und seine Familie den Adelstitel ab. Während sein frischgeborener Sohn Felix im Geburtsschein ohne den Adelstitel eingetragen wurde, hatte er jedoch bei seinen drei übrigen Kindern seine Kompetenzen überschritten. Diese konnten mit Erreichen der Volljährigkeit über das Fortbestehen ihres Adelstitels entscheiden und behielten ihn bei. Zurückgehend auf den Kontakt seiner Mutter Alexandrine war Georg Mendelssohn eng mit dem Reformpädagogen Paul Geheeb befreundet und schickte seinen Sohn Felix für vier Jahre auf dessen Odenwaldschule.
Wieder in Hellerau, leitete Georg Mendelssohn gemeinsam mit dem Architekten Heinrich Tessenow und dem Verleger Jakob Hegner die 1919 gegründete Handwerkergemeinde und setzte die Arbeit an seinen Metallarbeiten fort. Auf Drängen seines Freundes Hegner entwickelte er 1921/1922 die expressionistische Mendelssohn-Type, deren Stempel er selbst schnitt. Die Mendelssohn-Type kam u. a. beim Druck einer Ausgabe von Schillers Räubern im Avalun-Verlag sowie für Melchior Vischers „Teemeister“ zum Einsatz.
Mit seiner Schwester Anja Mendelssohn (später Ania Adamkiewicz-Mendelssohn, dann Ania Teillard, 1889–1978) veröffentlichte der vielseitig Begabte 1928 das Buch „Der Mensch in der Handschrift.“
1921 entstand der Schriftguß Mendelssohn Type, 1928 der Schriftentwurf Hellerau Type für die Dresdner Schriftguß AG.
1922 wurde die Ehe der Mendelssohns geschieden. Georg Mendelssohn heiratete die Hellerauer Künstlerin Eva von Stössel und bekam mit ihr 1924 die Tochter Eva-Maria. Seine Exfrau Gerta Maria Meta Clason heiratete 1929 den Rundfunkkommentator Walter von Cube und siedelte sich mit ihm in Nonnenhorn am Bodensee an. Später trennte sich das Paar und Gerta Clason ging mit ihrem Sohn Felix zunächst nach Österreich, später in die Schweiz und 1945 in die USA, wo sie zunächst bei ihrer Tochter Margot und dann bei ihrem jüngsten Sohn Felix wohnte und 1961 starb.
1933 emigrierte Georg Mendelssohn vor den Nationalsozialisten nach Frankreich, wo er seine dritte Ehefrau Claude kennenlernte. Sein ältester Sohn Peter emigrierte im gleichen Jahr zunächst nach Wien und Paris und 1936 dann nach England. Sein Sohn Thomas ging in die Türkei, um dort zu promovieren, seine Tochter Margot wanderte in die USA aus. Der jüngste Sohn Felix verbrachte die Kriegsjahre in der neutralen Schweiz und ging später ebenfalls in die USA. Als Deutscher wurde Georg Mendelssohn bei Kriegsausbruch für einige Monate in Maisons-Laffitte interniert, bis seine französische Frau seine Freilassung erwirkte.
Auch nach Kriegsende blieb Georg Mendelssohn in Frankreich, wo er u. a. in Nizza lebte, und fertigte wieder Halsketten aus Draht. Er starb 1955 bei einem Kuraufenthalt in der Bühlerhöhe in Baden-Baden nach einem Schlaganfall und wurde in Paris beerdigt.
Von seinen kunsthandwerklichen Arbeiten ist die Mehrzahl im Krieg zerstört worden oder verschollen, ein Teil befindet sich in Privatbesitz sowie in der Sammlung des Dresdner Kunstgewerbemuseums auf Schloss Pillnitz.
An Georg von Mendelssohn erinnert heute ein beschilderter Rundgang durch die Gartenstadt Hellerau.